# 歯根分割抜去法
歯根分割抜去法（しこんぶんかつばっきょほう）は、複数の根管を持つ歯牙において、問題のある歯根を分割し抜去する方法である。上顎大臼歯などの3根管性の歯牙に用いられる場合をトライセクション、下顎大臼歯などに多くみられる2根管性の歯牙に用いられる場合をヘミセクションと呼ぶ。

## 概要
一般の歯科治療において、重度の歯周病や歯根破折、う蝕症の深刻な進行は臨床症状を伴わない場合でも抜歯になるケースが多い。だが、歯科医師の多くは抜歯になることで遊離端欠損になる場合や、キートゥースを守りたいという考えから、複数根の場合は健常な箇所を残して治療をすることがある。しかし、予知性は高くないことは様々な研究であきらかであり、患者個々の咬合は勿論のこと、歯内病変や口腔衛生状況を見極めた上での施術が必要となる。

## 術式
抜去せざるを得ない歯根に対し診査を加え、原因が何かであるかをはっきりさせることは重要である。歯内病変や歯根破折の場合、歯槽骨の大きな吸収は予想しておくべきであり、骨整形が必要となる場合は多い。その後の補綴によっては骨吸収を防ぐような処置が必要になってくる。
浸潤麻酔の奏功を確認し、当該根の切断を行う。種々の方法があるが、基本的に予後不良の根を除くことが主目的であり、特別な道具は使用しない。一般的なタービンバーで髄床底より切断を行い、問題のある根の抜去を行う。抜去は他の根にダメージを与えないよう留意し、根尖などの肉芽を確実に除去する。
残した根は、髄床底などを今後の清掃性に注意し、ファインバーやルートプレーニングバーで周囲組織に移行的な形態に修正を行う。術式を行っても清掃性が考慮されない場合、う蝕症や歯周病の進行を許し、予後において深刻な影響を及ぼす。術後は一般的な抜歯の後の注意事項を説明し、投薬を行う。広範囲にフラップ形成し、骨削除を行っていない場合は歯周パックは特に必要ない。ブラッシングは症例に合わせて行うが、早期のブラッシング再開は創部の裂開を招くので注意が必要。
Langerらの調べによると、10年予後では38%が歯根破折により抜歯を余儀なくされている。咬合など十分な予後経過観察が必要であると思われる。